# قضيب مشقوق
القضيب المشقوق هو عيبٌ خلقيٌ نادرُ الحدوث، حيث تظهر فيه حديبتان تناسليتان [الإنجليزية]. تمتلك العديد من ذكور الجرابيات قضيبًا مشقوقًا بشكلٍ طبيعي، مع وجود شوكاتٍ يمنى ويسرى تُدخلها في القنوات المهبليَّة المتعددة في نفس الوقت.